# Élections cantonales de 1955 dans la Somme
Les élections cantonales ont eu lieu le 17 et le 24 avril 1955.

## Contexte départemental

### Assemblée départementale sortante
Avant les élections, le conseil général de la Somme est présidé par Max Lejeune (SFIO), à la tête du département depuis 1945. Il comprend 41 conseillers généraux issus des 41 cantons de la Somme. 21 d'entre eux sont renouvelables lors de ces élections.
| Parti                                          | Sigle | Sigle     | Élus | Groupe                                  |
| ---------------------------------------------- | ----- | --------- | ---- | --------------------------------------- |
| Centre-gauche (31 sièges)                      |       |           |      |                                         |
| Parti radical-socialiste                       |       | Rad.      | 17   | Rassemblement des gauches républicaines |
| Radicaux indépendants                          |       | Rad. indé | 1    | Rassemblement des gauches républicaines |
| Section française de l'Internationale ouvrière |       | SFIO      | 13   | Socialiste                              |
| Droite (6 sièges)                              |       |           |      |                                         |
| Centre national des indépendants et paysans    |       | CNIP      | 2    | Républicains indépendants et MRP        |
| Mouvement républicain populaire                |       | MRP       | 1    | Républicains indépendants et MRP        |
| Divers droite                                  |       | DVD       | 2    | Républicains d'action sociale           |
| Rassemblement du peuple français               |       | RPF       | 1    | Républicains d'action sociale           |
| Gauche (4 sièges)                              |       |           |      |                                         |
| Parti communiste français                      |       | PCF       | 4    | Communiste                              |
| Président du conseil général                   |       |           |      |                                         |
| Max Lejeune (SFIO)                             |       |           |      |                                         |

## Conseil général élu
| Canton                | Conseiller sortant  | Parti | Parti     | Conseiller élu      | Parti | Parti |
| --------------------- | ------------------- | ----- | --------- | ------------------- | ----- | ----- |
| Abbeville-Nord        | Ernest Herman       |       | DVD       | Robert Viarre       |       | SFIO  |
| Acheux-en-Amiénois    | Raymond de Wazières |       | Rad.      | Raymond de Wazières |       | Rad.  |
| Ailly-le-Haut-Clocher | Bernard Maisant     |       | SFIO      | Bernard Maisant     |       | SFIO  |
| Albert                | Henri Potez         |       | Rad.      | Henri Potez         |       | Rad.  |
| Amiens-Sud-Est        | Camille Goret       |       | SFIO      | Camille Goret       |       | SFIO  |
| Amiens-Sud-Ouest      | Maurice Vast        |       | SFIO      | Maurice Vast        |       | SFIO  |
| Ault                  | Émile Quénot        |       | PCF       | Émile Quénot        |       | PCF   |
| Combles               | Robert Marlot       |       | Rad.      | Robert Marlot       |       | Rad.  |
| Conty                 | Max Modeste         |       | RPF       | René Clabault       |       | Rad.  |
| Corbie                | Paul Domisse        |       | SFIO      | Paul Domisse        |       | SFIO  |
| Doullens              | Kléber Mopty        |       | Rad.      | Kléber Mopty        |       | Rad.  |
| Gamaches              | Marcelle Delabie    |       | Rad.      | Marcelle Delabie    |       | Rad.  |
| Molliens-Vidame       | Edmond Cavillon     |       | Rad. indé | Léon Cathue         |       | Rad.  |
| Montdidier            | Jean Doublet        |       | CNIP      | Jean Doublet        |       | CNIP  |
| Moyenneville          | Édouard Delozières  |       | SFIO      | Édouard Delozières  |       | SFIO  |
| Nesle                 | Pierre Doutrellot   |       | SFIO      | Pierre Doutrellot   |       | SFIO  |
| Roisel                | Paul Lejeune        |       | Rad.      | Paul Lejeune        |       | Rad.  |
| Roye                  | André Coël          |       | SFIO      | André Coël          |       | SFIO  |
| Rue                   | Gérard Dumont       |       | DVD       | Gabriel Deray       |       | SFIO  |
| Villers-Bocage        | Richard Vilbert     |       | Rad.      | Richard Vilbert     |       | Rad.  |

*Conseillers généraux sortants ne se représentant pas

### Élus
| Partis              | Partis                                         | Conseillers sortants | Conseillers élus | Évolution     |
| ------------------- | ---------------------------------------------- | -------------------- | ---------------- | ------------- |
|                     | Parti radical-socialiste                       | 7                    | 9                | 2             |
|                     | Section française de l'Internationale ouvrière | 7                    | 9                | 2             |
|                     | Radicaux indépendants                          | 1                    | /                | 1             |
| Total Centre-gauche | Total Centre-gauche                            | 15                   | 18               | 3             |
|                     | Centre national des indépendants et paysans    | 1                    | 1                | en stagnation |
|                     | Divers droite                                  | 2                    | /                | 2             |
|                     | Rassemblement du peuple français               | 1                    | /                | 1             |
| Total Droite        | Total Droite                                   | 4                    | 1                | 3             |
|                     | Parti communiste français                      | 1                    | 1                | en stagnation |
| Total Gauche        | Total Gauche                                   | 1                    | 1                | en stagnation |

### Groupes politiques
| Parti                                          | Sigle | Sigle | Élus | Groupe                                  |
| ---------------------------------------------- | ----- | ----- | ---- | --------------------------------------- |
| Centre-gauche (34 sièges)                      |       |       |      |                                         |
| Parti radical-socialiste                       |       | Rad.  | 19   | Rassemblement des gauches républicaines |
| Section française de l'Internationale ouvrière |       | SFIO  | 15   | Socialiste                              |
| Gauche (4 sièges)                              |       |       |      |                                         |
| Parti communiste français                      |       | PCF   | 4    | Communiste                              |
| Droite (3 sièges)                              |       |       |      |                                         |
| Centre national des indépendants et paysans    |       | CNIP  | 2    | Républicains indépendants et MRP        |
| Mouvement républicain populaire                |       | MRP   | 1    | Républicains indépendants et MRP        |
| Président du conseil général                   |       |       |      |                                         |
| Max Lejeune (SFIO)                             |       |       |      |                                         |